# Brunettia foliacea
Brunettia foliacea és una espècie d'insecte dípter pertanyent a la família dels psicòdids que es troba a Austràlia: Queensland.